# ネイサン・バーソロメイ
ネイサン・バーソロメイ（英語: Nathan Bartholomay, 1989年5月18日 - ）は、アメリカ合衆国出身の男性フィギュアスケート選手（ペア）。パートナーはディアナ・ステラート、グレッチェン・ドンラン、フェリシア・ザンなど。
2014年ソチオリンピックアメリカ代表。2014年全米フィギュアスケート選手権2位。

## 経歴
8歳でスケートを始める。
2011年5月にフェリシア・ザンとのペアを結成。全米選手権で8位。翌2012-2013シーズンの全米選手権では銅メダルを獲得。四大陸選手権に出場し4位。
2013-2014シーズン、グランプリシリーズは2戦に出場。全米選手権ではミスの無い演技で前年より1つ順位を上げ銀メダルを獲得。ソチオリンピックの出場権を獲得した。2014年7月16日にザンの引退に伴うペアの解消を発表した。その後、グレッチェン・ドンランとペアを結成した。
2015-2016シーズン、怪我のために全米選手権を欠場。2月25日、ドンランとのペア解消を発表した。7月11日、2000年世界ジュニア選手権女子シングル銀メダリストのディアナ・ステラートとのペア結成が発表された。
2016-2017シーズン、ペア結成後初の全米選手権ではピューターメダルを獲得した。
2017-2018シーズン、全米選手権で銅メダルを獲得し四大陸選手権の代表に選出され、5位の成績を収めた。タラ・ケイン/ダニエル・オシェイ組の欠場により、世界選手権への出場を果たすも、SP17位でFSに進むことはできなかった。
2018-2019シーズン、チャレンジャーシリーズには3大会に出場しいずれも表彰台に立った。ロステレコム杯はステラートが食中毒に陥り大会を棄権した。全米選手権では2年連続で3位だったが、四大陸選手権の代表には選出されなかった。
2019年4月7日、膝の怪我によりペアを解消した。

## 主な戦績
- 2013-2014シーズンまではフェリシア・ザンとのペア
- 2015-2016シーズンまではグレッチェン・ドンランとのペア
- 2018-2019シーズンまではディアナ・ステラートとのペア

| 大会/年              | 2011-12 | 2012-13 | 2013-14 | 2014-15 | 2015-16 | 2016-17 | 2017-18 | 2018-19 |
| -------------------- | ------- | ------- | ------- | ------- | ------- | ------- | ------- | ------- |
| 冬季オリンピック     |         |         | 14      |         |         |         |         |         |
| 世界選手権           |         |         | 12      |         |         |         | 17      |         |
| 四大陸選手権         |         | 4       |         |         |         |         | 5       |         |
| 全米選手権           | 8       | 3       | 2       | 7       |         | 4       |         | 3       |
| GPヘルシンキ         |         |         |         |         |         |         |         | 6       |
| GPスケートアメリカ   |         |         |         |         |         |         | 8       |         |
| GP中国杯             |         |         | 6       |         |         |         |         |         |
| CSネーベルホルン杯   |         |         |         |         |         |         |         | 3       |
| CSフィンランディア杯 |         |         |         |         |         |         | 6       |         |
| CSゴールデンスピン   |         |         |         |         |         | 6       |         | 3       |
| CSネペラ杯           |         |         |         |         | 6       |         |         | 2       |
| CS USクラシック      |         | 4       | 7       |         | 5       |         | 6       |         |
| チャレンジカップ     |         |         |         | 1       |         |         |         |         |

### 詳細
| 2017-2018 シーズン    |                                                                                |          |          |          |
| 開催日                | 大会名                                                                         | SP       | FS       | 結果     |
| 2018年3月21日 - 25日  | 2018年世界フィギュアスケート選手権（ミラノ）                                   | 17 61.48 | -        | 17       |
| 2018年1月22日 - 27日  | 2018年四大陸フィギュアスケート選手権（台北）                                   | 6 60.93  | 4 117.45 | 5 178.38 |
| 2017年11月24日 - 26日 | ISUグランプリシリーズ スケートアメリカ（レークプラシッド）                     | 8 57.18  | 8 107.82 | 8 165.00 |
| 2017年10月6日 - 8日   | ISUチャレンジャーシリーズ フィンランディア杯（エスポー）                       | 7 50.90  | 6 110.27 | 6 161.17 |
| 2017年9月13日 - 17日  | ISUチャレンジャーシリーズ USインターナショナルクラシック（ソルトレイクシティ） | 4 58.24  | 7 107.12 | 6 165.36 |

| 2016-2017 シーズン   |                                                        |         |          |          |
| 開催日               | 大会名                                                 | SP      | FS       | 結果     |
| 2017年1月14日 - 22日 | 全米フィギュアスケート選手権（カンザスシティ）         | 3 65.04 | 5 108.46 | 4 173.50 |
| 2016年12月7日 - 10日 | ISUチャレンジャーシリーズ ゴールデンスピン（ザグレブ） | 8 48.14 | 5 102.62 | 6 150.76 |

| 2015-2016 シーズン      |                                                                                |         |         |          |
| 開催日                  | 大会名                                                                         | SP      | FS      | 結果     |
| 2015年9月30日 - 10月4日 | ISUチャレンジャーシリーズ オンドレイネペラトロフィー（ブラチスラヴァ）         | 5 51.76 | 6 93.68 | 6 145.44 |
| 2015年9月16日 - 20日    | ISUチャレンジャーシリーズ USインターナショナルクラシック（ソルトレイクシティ） | 4 52.40 | 5 92.46 | 5 144.86 |

| 2014-2015 シーズン   |                                                |         |          |          |
| 開催日               | 大会名                                         | SP      | FS       | 結果     |
| 2015年2月19日 - 22日 | 2015年チャレンジカップ（ハーグ）               | 1 53.46 | 1 104.12 | 1 157.58 |
| 2015年1月17日 - 25日 | 全米フィギュアスケート選手権（グリーンズボロ） | 5 59.81 | 6 108.24 | 7 168.05 |

| 2013-2014 シーズン    |                                                            |          |           |           |
| 開催日                | 大会名                                                     | SP       | FS        | 結果      |
| 2014年3月24日 - 30日  | 2014年世界フィギュアスケート選手権（さいたま）             | 14 57.59 | 14 94.19  | 14 151.78 |
| 2014年2月6日 - 22日   | ソチオリンピック（ソチ）                                   | 14 56.90 | 12 110.31 | 12 167.21 |
| 2014年1月5日 - 12日   | 全米フィギュアスケート選手権（ボストン）                   | 2 66.50  | 2 135.22  | 2 201.72  |
| 2013年11月1日 - 3日   | ISUグランプリシリーズ 中国杯（北京）                       | 8 50.33  | 5 105.19  | 6 155.52  |
| 2013年10月18日 - 20日 | ISUグランプリシリーズ スケートアメリカ（デトロイト）       | 7 55.83  | 7 112.59  | 7 168.42  |
| 2013年9月11日 - 15日  | 2013年USインターナショナルクラシック（ソルトレイクシティ） | 6 50.23  | 7 79.97   | 7 130.20  |

| 2012-2013 シーズン   |                                                            |         |          |          |
| 開催日               | 大会名                                                     | SP      | FS       | 結果     |
| 2013年2月6日 - 11日  | 2013年四大陸フィギュアスケート選手権（大阪）               | 4 52.98 | 4 114.32 | 4 167.30 |
| 2013年1月20日 - 27日 | 全米フィギュアスケート選手権（オマハ）                     | 2 53.19 | 2 118.83 | 3 172.02 |
| 2012年9月12日 - 16日 | 2012年USインターナショナルクラシック（ソルトレイクシティ） | 3 47.44 | 4 95.88  | 4 143.32 |

| 2011-2012 シーズン   |                                          |         |          |          |
| 開催日               | 大会名                                   | SP      | FS       | 結果     |
| 2012年1月22日 - 29日 | 全米フィギュアスケート選手権（サンノゼ） | 9 49.57 | 8 107.00 | 8 156.57 |

## プログラム使用曲
| シーズン  | SP | FS | EX                                                                                 |
| --------- | --- | --- | ---------------------------------------------------------------------------------- |
| 2018-2019 | Somewhere 作曲：レナード・バーンスタイン ボーカル：バーブラ・ストライサンド 振付：アンジェリカ・クリロワ | Run to You I Have Nothing ボーカル：ホイットニー・ヒューストン 振付：マリー＝フランス・デュブレイユ、パトリス・ローゾン    | ハレルヤ ボーカル：カナディアン・テナーズ                                          |
| 2017-2018 | ハレルヤ ボーカル：カナディアン・テナーズ                                                                | ワン 約束の地 曲：U2 |                                                                                    |
| 2016-2017 | カナディアン・テナーズ・メドレー                                                                         | バレエ『火の鳥』より 作曲：イーゴリ・ストラヴィンスキー                                                                    |                                                                                    |
| 2015-2016 | All That Jazz 映画『シカゴ』サウンドトラックより 作曲：ジョン・カンダー 振付：ジム・ピーターソン         | ピアノ協奏曲第2番 作曲：セルゲイ・ラフマニノフ 振付：ジム・ピーターソンフランク・シナトラメドレー 振付：ジム・ピーターソン |                                                                                    |
| 2014-2015 | Dear Father 曲：ニール・ダイアモンド 振付：ジム・ピーターソン                                            | 月の光 作曲：クロード・ドビュッシー 演奏：フィラデルフィア管弦楽団 振付：ジム・ピーターソン                                |                                                                                    |
| 2013-2014 | 回転木馬のワルツ ミュージカル『回転木馬』より 作曲：ロジャース&ハマースタイン 振付：ジム・ピーターソン   | ミュージカル『レ・ミゼラブル』より 作曲：クロード＝ミシェル・シェーンベルク 振付：ジム・ピーターソン                       | オン・マイ・オウン ボーカル：レア・サロンガ                                        |
| 2012-2013 | メインテーマ 映画『コクーン』より 作曲：ジェームズ・ホーナー 振付：ジム・ピーターソン                    | ミュージカル『ウエスト・サイド物語』より 作曲：レナード・バーンスタイン 振付：ジム・ピーターソン                           | ひとつの心 作曲：レナード・バーンスタイン ボーカル：ダレン・クリス、リア・ミシェル |
| 2011-2012 | ピアノ協奏曲 作曲：ジョージ・ガーシュウィン                                                              | アランフエス協奏曲 作曲：ホアキン・ロドリーゴ                                                                              |                                                                                    |